# Чан, Джейсон (фигурист)
Дже́йсон Чан (англ. Jason Chan; род. 12 августа 1996, Монреаль, Канада) — австралийский фигурист, выступающий в танцах на льду в паре с Холли Харрис. Чемпион Австралии (2020) и участник чемпионата мира (2021—2023).

## Биография
Чан, как и его родители, родился в Монреале. Выпускник Университета Макгилла. Свободно говорит на французском языке.
Начал заниматься фигурным катанием в 2001 году. На детском и юниорском уровне выступал за Канаду вместе с Валери Тайфер. Они тренировались в Монреале под руководством Элиз Амель и Шона Уинтера. Постановщиком их программ был Шей Зукивски.
Чан и Тайфер не дошли до взрослых соревнований. В 2017 году они показали свои лучшие результаты на национальном и международном уровне — заняли четвёртое место на юниорском чемпионате Канады и стали восьмыми на юниорском Гран-при в Латвии.
В паре с Тайфер Чан катался до 2018 года. Затем его партнёршей стала австралийка Холли Харрис, с которой Чан представлял на соревнованиях Австралию. С первого же совместном сезона они выступали на взрослом уровне, став чемпионами Австралии.
Несмотря на то, что Чан и Харрис были членами австралийской сборной, они тренировались в Канаде в Ice Academy of Montreal, где с ними работали Мари-Франс Дюбрёй, Патрис Лозон, Ромен Агеноэр, Паскаль Дени, Бенжамен Бризбуа, Жозе Пише и другие.
В 2021—2023 годах Чан и Харрис выступали в чемпионате мира, завершив турнир на 24-й, 18-й и 16-й позиции соответственно. В 2022 году дебютировали в серии Гран-при. В 2022 и 2023 годах заняли восьмое место чемпионата четырёх континентов.

## Результаты
CS: Challenger Series
| Соревнования                | 14/15                       | 15/16                       | 16/17                       | 17/18                       |
| Международные среди юниоров | Международные среди юниоров | Международные среди юниоров | Международные среди юниоров | Международные среди юниоров |
| --------------------------- | --------------------------- | --------------------------- | --------------------------- | --------------------------- |
| Гран-при Латвии             |                             |                             |                             | 8                           |
| Гран-при Словакии           |                             | 9                           |                             |                             |
| Гран-при Словении           | 9                           |                             |                             |                             |
| Национальные среди юниоров  |                             |                             |                             |                             |
| Чемпионат Канады            | 6                           | 7                           | 4                           | 6                           |

| Соревнования             | 19/20         | 20/21         | 21/22         | 22/23         | 23/24         |
| Международные            | Международные | Международные | Международные | Международные | Международные |
| ------------------------ | ------------- | ------------- | ------------- | ------------- | ------------- |
| Чемпионат мира           |               | 24            | 18            | 16            | 17            |
| Четыре континента        | 9             |               | 8             | 8             | 9             |
| Гран-при США             |               |               |               | 5             | 10            |
| Гран-при Канады          |               |               |               | 8             |               |
| CS Autumn Classic        |               |               |               |               | 7             |
| CS Золотой конёк Загреба |               |               | 7             | 7             | 6             |
| CS Nebelhorn Trophy      |               |               | 9             | 7             |               |
| CS Finlandia Trophy      |               |               | 13            |               |               |
| CS Warsaw Cup            | 9             |               |               |               | 15            |
| Shanghai Trophy          |               |               |               |               | 4             |
| Britannia Cup            |               |               |               | 3             |               |
| Santa Claus Cup          |               |               | 3             | 1             |               |
| Lake Placid IDI          |               |               | 4             |               |               |
| Mentor Toruń Cup         | 12            |               |               |               |               |
| Национальные             |               |               |               |               |               |
| Чемпионат Австралии      | 1             |               |               |               |               |